# Старе Пшибоєво
Старе Пшибоєво (пол. Stare Przybojewo) — село в Польщі, у гміні Червінськ-над-Віслою Плонського повіту Мазовецького воєводства.
Населення — 82 особи (2011).
У 1975-1998 роках село належало до Плоцького воєводства.

## Демографія
Демографічна структура станом на 31 березня 2011 року:
|          | Загалом | Допрацездатний вік | Працездатний вік | Постпрацездатний вік |
| -------- | ------- | ------------------ | ---------------- | -------------------- |
| Чоловіки | 41      | 8                  | 28               | 5                    |
| Жінки    | 41      | 8                  | 25               | 8                    |
| Разом    | 82      | 16                 | 53               | 13                   |